# Xanthichthys mento
Xanthichthys mento là một loài cá biển thuộc chi Xanthichthys trong họ Cá bò da. Loài này được mô tả lần đầu tiên vào năm 1882.

## Từ nguyên
Danh từ định danh mento trong tiếng Latinh có nghĩa là "cằm", hàm ý đề cập đến phần cằm nhô vượt qua miệng ở loài cá này.

## Phạm vi phân bố và môi trường sống
X. mento có phạm vi phân bố rộng rãi ở Thái Bình Dương (chủ yếu ở trung tâm và bờ đông). Ở bờ tây, X. mento được ghi nhận tại Nam Nhật Bản (gồm cả quần đảo Ryukyu, quần đảo Izu, và đảo Minami Tori-shima), phía đông đến đảo Wake và quần đảo Hawaii; ở trung tâm, X. mento có phân bố trải rộng ở hầu hết các đảo quốc phía đông nam Thái Bình Dương (Polynésie thuộc Pháp, quần đảo Pitcairn đến đảo Phục Sinh); còn ở bờ đông, X. mento xuất hiện từ phía nam California trải dài đến Chile, bao gồm tất cả các hòn đảo ngoài khơi Đông Thái Bình Dương.
X. mento sống trên các rạn san hô và được tìm thấy ở độ sâu khoảng 6–131 m.

## Mô tả
Chiều dài cơ thể lớn nhất được ghi nhận ở X. mento là 30 cm. X. mento có màu vàng nâu hoặc nâu xám (cá đực chuyển sang màu xám nhạt khi vào mùa sinh sản). Vảy cá được viền đen tạo thành kiểu hình mắt lưới. Hai bên má có 5 rãnh màu xanh lam. Rìa vây lưng sau và vây hậu môn có dải vàng (cá đực) hoặc cam sẫm (cá cái); hai vây này vươn cao ở nửa trước. Vây đuôi có viền đỏ (cá đực) hoặc vàng (cá cái) bao quanh.
Số gai ở vây lưng: 3; Số tia vây ở vây lưng: 29–32; Số gai ở vây hậu môn: 0; Số tia vây ở vây hậu môn: 26–29; Số tia vây ở vây ngực: 12–14.

## Sinh thái học
Thức ăn của X. mento chủ yếu là động vật phù du. Loài này có thể sống theo đàn.

## Thương mại
X. mento đôi khi được bắt gặp trong các hoạt động buôn bán cá cảnh.